# 短尾拟鲿
短尾拟鲿（学名：Pseudobagrus brevicaudatus）为輻鰭魚綱鯰形目鲿科拟鲿属的鱼类，其种加词“brevicaudatus”意为“短尾的”。中国特有物种。分布于长江、闽江水系等，體長可達11公分，生活習性不明。该物种的模式产地在重庆。